# Hygrolycosa umidicola
Hygrolycosa umidicola is een spinnensoort in de taxonomische indeling van de wolfspinnen (Lycosidae).
Het dier behoort tot het geslacht Hygrolycosa. De wetenschappelijke naam van de soort werd voor het eerst geldig gepubliceerd in 1978 door Hozumi Tanaka.